# Max Landero

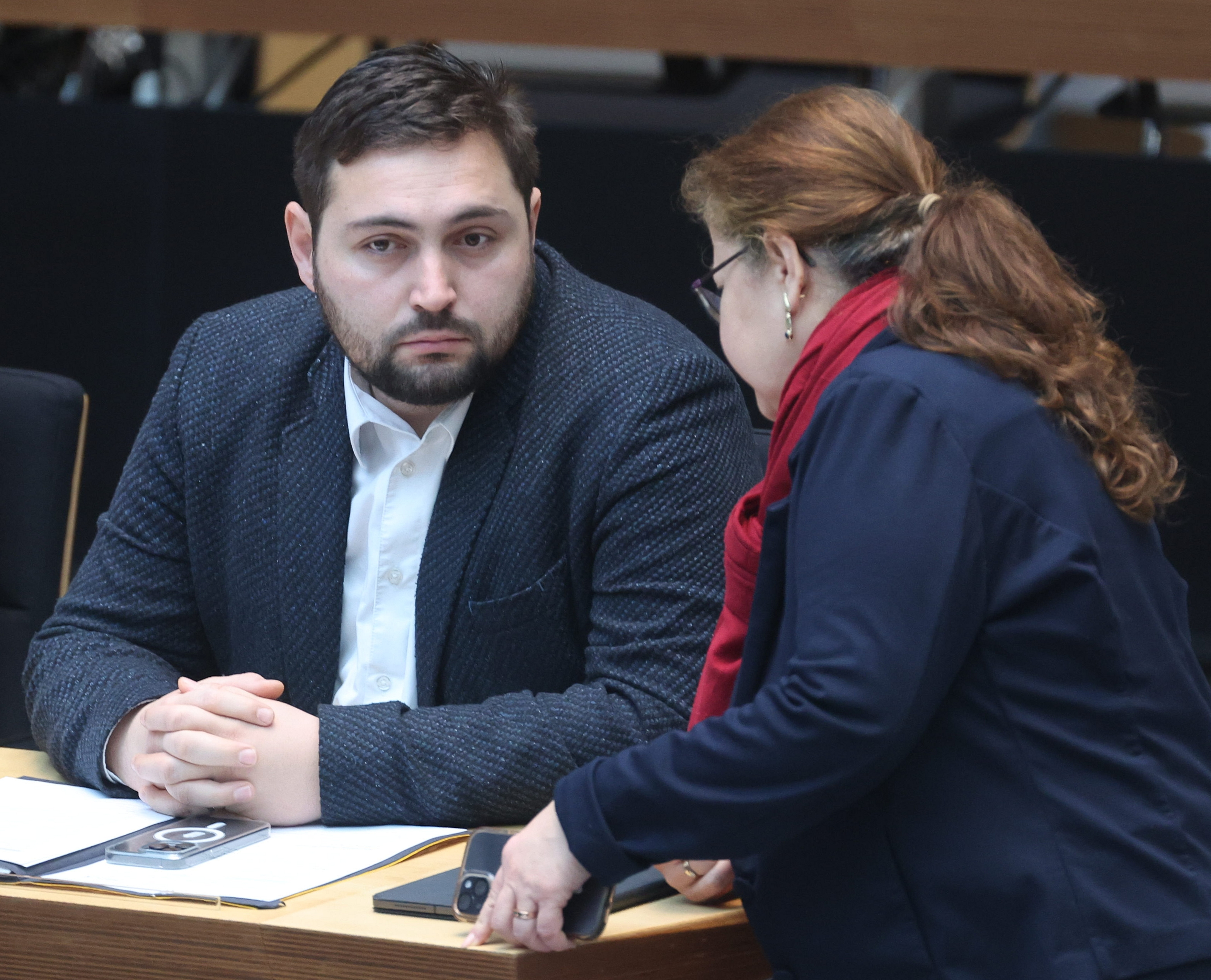
Max Landero (2024)

Max Landero Alvarado (* im November 1991 in Berlin) ist ein deutscher Politiker der SPD. Er ist seit 2023 Staatssekretär in der Berliner Senatsverwaltung für Arbeit, Soziales, Gleichstellung, Integration, Vielfalt und Antidiskriminierung. Davor war er von 2021 bis 2023 Mitglied des Abgeordnetenhauses von Berlin.

## Politik
Landero wurde bei der Abgeordnetenhauswahl 2021 ins Abgeordnetenhaus von Berlin gewählt. Er erhielt ein Direktmandat im Wahlkreis Mitte 2. Nach der Wiederholungswahl 2023 schied er aus dem Parlament aus, da er die Direktwahl gegen den CDU-Kandidaten Lucas Schaal verlor.
Am 28. April 2023 wurde Landero unter Senatorin Cansel Kiziltepe (SPD) zum Staatssekretär in der Senatsverwaltung für Arbeit, Soziales, Gleichstellung, Integration, Vielfalt und Antidiskriminierung ernannt. Er ist zuständig für die Bereiche Integration, Antidiskriminierung und Vielfalt.

## Familie
Landeros Vater ist Chilene. Die Mutter Astrid Landero erhielt 2021 den Berliner Frauenpreis. Landero ist fünffacher Vater.